# Tom Lanoye
Tom Lanoye (tên của ông được phát âm theo cách của tiếng Pháp: /lanwa/) sinh ngày 27 tháng 8 năm 1958 tại Thành phố Belgian, Sint Niklaas. Ông là một tiểu thuyết gia, nhà thơ, chuyên mục, nhà biên kịch và nhà viết kịch. Ông là một trong những tác giả được đọc và tôn vinh nhiều nhất trong lĩnh vực ngôn ngữ của mình (Hà Lan và Flanders), và xuất hiện thường xuyên tại tất cả các lễ hội sân khấu lớn của châu Âu.

## Tiểu sử
Lanoye là con trai út của một người bán thịt. Ông theo học trường Cao đẳng Sint-Jozef-Klein-Seminarie ở Sint-Niklaas. Vào thời điểm đó, nó là một trường nam sinh độc thân. Ông học Triết học và Xã hội học Đức tại Đại học Ghent. Vào thời điểm đó, ông cũng là một thành viên tích cực của Taalminnend Studenten Genootschap (xã hội sinh viên yêu ngôn ngữ) với cái tên 't Zal Wel Gaan. Ông tốt nghiệp với một luận án mang tên "Thơ của Hans Warren". Tom Lanoye tự xuất bản tác phẩm đầu tiên của mình. Nói theo cách riêng của mình, 'Giống như tất cả các ban nhạc punk đã làm trong những ngày đó: không hài lòng với các cấu trúc hiện có và tìm hiểu giao dịch từ trong ra ngoài'.
Lanoye không chỉ là một nhà văn, mà còn là một doanh nhân. Công ty của anh có tên là L.A.N.O.Y.E. nv. Năm 2000, Lanoye đăng ký làm ứng cử viên độc lập cho Agalev, để góp phần vào cuộc chiến chống lại đảng cực hữu Vlaams Blok.
Lanoye sống và làm việc tại Antwerp và Cape Town (Nam Phi). Tác phẩm văn học của ông đã được xuất bản và/hoặc thực hiện bằng hơn mười ngôn ngữ.